# Korath the Pursuer
Korath the Pursuer is een personage uit de strips van Marvel Comics. Hij verscheen voor het eerst in Quasar #32 (maart 1992) en werd bedacht door Mark Gruenwald die de achtergrondinformatie van Korath heeft bedacht en Greg Capullo die het uiterlijk van Korath heeft bedacht. Korath is half cyber, half Kree en wordt ingehuurd als huursoldaat.
De Nederlandse stem van Korath is Franky Rampen. 

## In andere media

### Marvel Cinematic Universe
Sinds 2014 verscheen dit personage in het Marvel Cinematic Universe en wordt vertolkt door Djimon Hounsou. Korath werkt in de film Guardians of the Galaxy samen met Ronan the Accuser die is ingehuurd door Thanos om de paarse oneindigheidssteen (Infinity Stone) wil bemachtigen. Nadat de paarse oneindigheidssteen werd gevonden door Ronan bleef hij met hem samenwerken. Later moest Korath het ruimteschip van Ronan beschermen en vechten tegen de Guardians of the Galaxy en werd uiteindelijk vermoord door Drax the Destroyer die zijn cybervoorwerpen beschadigt. In de film Captain Marvel zie je Korath in zijn jongere jaren als Kree krijger, hij hoort bij het team The Starforce. Korath is te zien in de volgende films en serie:
- Guardians of the Galaxy (2014)
- Captain Marvel (2019)
- What If...? (2021) (stem) (Disney+)

### Televisieseries
In de animatieserie Guardians of the Galaxy speelt Korath ook een rol en komt hij voor in verschillende afleveringen.